# Иона (Семёнов)
Иона Семёнов (в миру Иван; 1715—1780) — архимандрит (последовательно в нескольких монастырях) Русской православной церкви. 
Иван Семёнов родился в 1715 году, происходил из духовного звания; более о его мирской жизни сведений не сохранилось. 
Принял монашество 9 января 1745 года в Княгининском Троицком монастыре; 27 января 1755 года посвящен во игумена Печерской пустыни. Был архимандритом в Амвросиеве Николаевском Дудине монастыре, в Нижегородском Благовещенском монастыре, в Оранской Богородичной пустыни и в Алатырском Свято Троицком монастыре, где и скончался в 1780 году. 
В Оранской пустыни он установил два крестных хода — в Нижний Новгород и в село Павлово, по случаю бывшего в это время «морового поветрия».